# 35768 Wendybauer
35768 Wendybauer este o planetă minoră (asteroid), cu un diametru de 3,338 km, din centura de asteroizi. A fost descoperită pe 8 mai 1999 la Catalina Station⁠(d) de Catalina Sky Survey. 
Obiectul prezintă o orbită caracterizată de o semiaxă mare de 2,9096904 UAi, o excentricitate de 0,06, o înclinație de 3,44024 ° în raport cu ecliptica.